# Areca concinna
Espèce
Statut de conservation UICN

 EN  : En danger
Areca concinna est une espèce de plantes de la famille des Arécacées (palmiers).